# 袁偉時
袁 偉時（えん いじ、1931年12月15日 - ）は、中国の歴史家、哲学者。

## 経歴
1947年、広州南海中学入学。1950年に中山大学経済学部進学。1957年に復旦大学大学院政治経済研究科を修了。1970年代から引退まで、中山大学で中国哲学史を教える。 元中山大学中山学院院長。

## 理念
1. 世の趨勢は世界統合であり、旧来の方法への固執は時代錯誤である。（世界大同是趋势，因循守旧是不合时宜的行为。）
2. 中国の近代史には多くの歪曲された問題があり、誤った歴史の教科書は若者全体に誤解を与え、果てしない結果をもたらしている。（中国近代史存在很多被人扭曲的问题，错误的历史教科书误导广大青年，后患无穷。）
3. 中国文化は自己批判の精神が欠いており、多元主義や異論に対して非常に不寛容である。（中国文化缺少自我批判的精神，中国文化对于多元化和异己十分的不宽容。）
4. 中華民族が何世紀にもわたって形成された精神的束縛から解放され、その才能を国家の擡頭に貢献させるには、公の言論を開放し、国民の知恵を開放することが重要である。（广开言论，开启民智，使中华民族从千百年来形成的精神枷锁中解脱而出，为民族崛起贡献才智。）

## 「氷点」事件
2006年1月11日、週刊誌『氷点週刊』が袁の論文『近代化と中国の歴史教科書問題』（中国語: 《现代化与历史教科书》）を掲載したことで、同誌は一時休刊となり、編集長の李大同と副編集長の盧躍剛が解雇された。
3月1日、『氷点週刊』は出版を再開し、張海鵬の論文「反帝国主義と反封建主義は中国近代史の主題である」を掲載して上記に批判し、また袁の論文「何故、何時、如何に帝国と封建に反対するのか」（中国語: 《为何、何时、如何反帝反封建》）の掲載を拒否した。